# Moris Winczewski
Moris Winczewski, właściwie Lipa Bencjon Nowachowicz (Nowakowicz) (ur. 1856 w Janowie koło Kowna na terenie ówczesnej Rosji, zm. 1932 w Nowym Jorku w USA) – żydowski poeta, prozaik i publicysta piszący w języku rosyjskim, hebrajskim i jidysz, a także działacz socjalistyczny.
Początkowo pisał po rosyjsku i hebrajsku, a następnie od 1877 r. w języku jidysz. Był jednym w pionierów rewolucyjnej liryki żydowskiej. Po opuszczeniu rodzinnych stron przez blisko 15 lat mieszkał w Londynie, a następnie w USA, gdzie zmarł. Był członkiem Socjalistycznej Partii Pracy Ameryki. 
Jego wiersz „Trzy siostry” przetłumaczył na język polski Arnold Słucki. 